# Az apáca 2.
Az apáca 2. (eredeti cím: The Nun II) 2023-as amerikai természetfeletti horrorfilm, amelyet Ian Goldberg, Richard Naing és Akela Cooper forgatókönyvéből Michael Chaves rendezett. A 2018-ban bemutatott Az apáca című horrorfilm folytatása, valamint a Démonok között univerzum nyolcadik filmje. A főbb szerepekben Taissa Farmiga, Jonas Bloquet és Bonnie Aarons látható. Peter Safran és James Wan producerként működtek közre.
Az Amerikai Egyesült Államokban 2023. szeptember 8-án mutatták be a mozikban. Magyarországon egy nappal hamarabb, szeptember 7-én jelent meg az InterCom Zrt. forgalmazásában. Bevételi szempontból sikeresen teljesített; 257 millió dolláros bevételt hozott világszerte, a kritikusok pedig mérsékelt véleményeket adtak róla, és úgy ítélték meg, az elődjéhez képest fejlődés.

## Cselekmény
1956-ban Noiret atya és a fiatal Jacques a Tarasconban lévő templomukban végzik a napi teendőket. Miközben egy rendzavarás után nyomoznak, Noiret-t a levegőbe emelik, felgyújtják és halálra égetik a rémült Jacques előtt, aki ezután elmenekül.
Négy évvel a Szent Kartha kolostorában történt események után Irene nővér most egy olaszországi kolostorban szolgál. Maurice egy franciaországi bentlakásos iskolában dolgozik, ahol összebarátkozott egy Sophie nevű fiatal ír diákkal és tanárnőjével és édesanyjával, Kate-tel. Irene látja Maurice-t, aki arra kéri, hogy mentse meg őt. A bíboros megbízza, hogy vizsgáljon ki egy Európa-szerte tapasztalható halálesetsorozatot, amelyet a Valak nevű démonnak tulajdonítanak, mivel korábban már volt tapasztalata a démonnal. Tarasconba utazik Debra nővérrel, egy fiatal novíciával, aki kifejezi, hogy nehezen fogadja el a csodákat, például Krisztus valóságos jelenlétét az Eucharisztiában. Eközben egy kifutó lány szemtanúja lesz, amint Valak beszél a megszállott Maurice-szal, mielőtt Valak megöli őt.
Tarasconban Irene-t Valak kísérti, és különös látomása van. Debra nővér elmondja Irene-nek, hogy Jacques-tól megkapta Noiret rózsafüzérét. Az iskolában Sophie-t az osztálytársak zaklatják, és bezárják a felszenteletlen, lezárt kápolnába. A zsarnok rámutat a kecskére az ólomüveg ablakon, azt állítva, hogy az ördög jelenik meg, amikor a nap átsüt rajta, és a kecske szemét vörösre színezi. Egy éjszaka az igazgatónő találkozik az alvajáró Maurice-szal, és Valak megöli őt elhunyt fia alakjában.
Irene és Debra a Pápai palotába utazik, és találkozik egy könyvtárossal. Ő elmagyarázza, hogy Valak egy angyal volt, akit Isten elutasított, és a Noiret rózsafüzérén lévő embléma Szent Lúcia családi címere, akit egy pogány mártírhalált halt. Bár felgyújtották, csodával határos módon nem égett meg; a szemét kivájták, de a családja visszanyerte. A könyvtáros szerint a démon azért gyilkolja Szent Lúcia leszármazottait, mert ezt a hatalmas ereklyét akarja, amelyet utoljára egy egykori kolostorból lett pincészetben tároltak. A borászatból aztán a mai bentlakásos iskola lett.
Az iskolában Irene és Debra szembekerül a teljesen megszállt Maurice-szal. Sophie megmutatja a nőknek a kápolnában lévő ólomüveg kecskét, és egy zseblámpa segítségével vörösre izzítják a szemét. A vörös fény lézer-szerű mutatóként működik, és rámutat arra, hogy hol vannak eltemetve Szent Lúcia szemei. Irene megtalálja az ereklyét, az ólomüveg kecske pedig eltűnik, és a valóságban démoni lényként jelenik meg újra.
Miközben a kecske megtámadja a diákokat, Maurice megtámadja Irene-t, üldözőbe veszi Sophie-t, és a harangtorony összeomlik. Debra bevallja Irene-nek, hogy most már hisz. Irene az ereklyét Maurice ellen használja, de az elkapja, és Valak megjelenik. Noiret atyához hasonlóan Valak a levegőbe emeli Irene-t és felgyújtja. Irene nem ég el, mivel Valak rájön, hogy ő Szent Lúcia leszármazottja, aki képes az ereklyéhez kapcsolódó erőt hasznosítani. Irene és Debra hittel imádkozzák a keresztény Eucharisztia-ünnepségeken használt intéző szavakat, és a szobában lévő régi boroshordók Krisztus vérévé válnak, elűzve a démont. Miután Valak eltűnt, Irene-nek és Debrának sikerült megszabadítani Maurice-t a megszállottságtól és megmenteni az életét.
Másnap reggel Irene kivezeti Maurice-t, és segít neki visszanyerni az eszét. Azonban aggódni kezd, amikor látja, hogy a férfi Sophie-val és Kate-tel elmegy.

## Szereplők
| Szerep                    | Színész                  | Magyar hang           |
| ------------------------- | ------------------------ | --------------------- |
| Irene nővér               | Taissa Farmiga           | Eke Angéla            |
| Irene nővér               | Margot Bernazzi (gyerek) | Bak Julianna          |
| Maurice                   | Jonas Bloquet            | Szatory Dávid         |
| Debra nővér               | Storm Reid               | Staub Viktória        |
| Kate                      | Anna Popplewell          | Nemes Takách Kata     |
| A démon apáca             | Bonnie Aarons            |                       |
| Sophie                    | Katelyn Rose Downey      | Hegedűs Johanna       |
| Madame Laurent            | Suzanne Bertish          | Menszátor Magdolna    |
| Simone                    | Léontine d'Oncieu        | Szűcs Anna Viola      |
| Celeste                   | Anouk Darwin Homewood    | Kobela Kíra           |
| Jacques                   | Maxime Elias-Menet       | Holló-Zsadányi Norman |
| Noiret atya               | Pascal Aubert            | Csuha Lajos           |
| Forgács Gábor             | David Horovitch          | Forgács Gábor         |
| Irene anyja / Szent Lúcia | Kate Colebrook           | Ligeti Kovács Judit   |
| Démon                     | Andrew Morgado (hang)    |                       |
| Ed Warren                 | Patrick Wilson           | Széles Tamás          |
| Lorraine Warren           | Vera Farmiga             | Nem szólal meg        |

### Magyar változat
- Magyar szöveg: Tóth Tamás
- Hangmérnök: Farkas László
- Vágó: Simkóné Varga Erzsébet
- Gyártásvezető: Kincses Tamás
- Szinkronrendező: Marton Bernadett
- Produkciós vezető: Hagen Péter

A szinkront a Mafilm Audio Kft. készítette el.

## Bemutató
Az apáca 2. 2023. szeptember 8-án jelent meg az Egyesült Államokban a mozikba a Warner Bros. Pictures és a New Line Cinema forgalmazásában.

## A film készítése
2022 februárjában Taissa Farmiga azt nyilatkozta, hogy tárgyalásokat folytatott a Warner Bros. Pictures-szel az első filmben játszott szerepének újbóli eljátszásáról, ugyanakkor kijelentette, a COVID-19 világjárvány miatt a filmiparra vonatkozó korlátozások késleltették a projektet. 2022 áprilisában a Warner Bros. a 2022-es CinemaConon hivatalosan is bejelentette a filmet, mint közelgő filmterv részét. A következő napon bejelentették, hogy Michael Chaves fogja rendezni a filmet.
2022 szeptemberében kiderült, hogy Ian Goldberg és Richard Naing forgatókönyvíró társszerzőként közreműködött a forgatókönyv legutóbbi változatának elkészítésében.
2022 áprilisában James Wan megerősítette, hogy Bonnie Aarons újra eljátssza Valak szerepét. 2022 szeptemberében Storm Reid kapta meg az új főszerepet. 2022 októberében megerősítették, hogy Taissa Farmiga és Jonas Bloquet újra eljátsszák az első filmben alakított szerepüket, Anna Popplewell és Katelyn Rose Downey pedig még abban a hónapban csatlakozott a szereplőgárdához.
Az előfelvételek 2022. április 29-én kezdődtek. A forgatás eredetileg 2022. szeptember 5-én kezdődött volna. A forgatás 2022. október 6-án kezdődött Franciaországban, és még abban az évben fejeződött be. A forgatási helyszínek közé tartozik az egykori Couvent des Prêcheurs kolostor Aix-en-Provence-ban és a rue Proudhon Tarasconban.